# Xylophanes ockendeni
Xylophanes ockendeni là một loài bướm đêm thuộc họ Sphingidae. Nó được tìm thấy ở Peru.
Chiều dài cánh trước là 35–36 mm. Ấu trùng có thể ăn các loài Rubiaceae và Malvaceae.

## Phụ loài
- Xylophanes ockendeni ockendeni (Peru)
- Xylophanes ockendeni sensu Eitschberger, 2001